# Stykový transformátor
Stykový transformátor je transformátor, který zajišťuje vedení zpětného trakčního či topného proudu přes izolované styky tvořící hranici ohraničených kolejových obvodů.

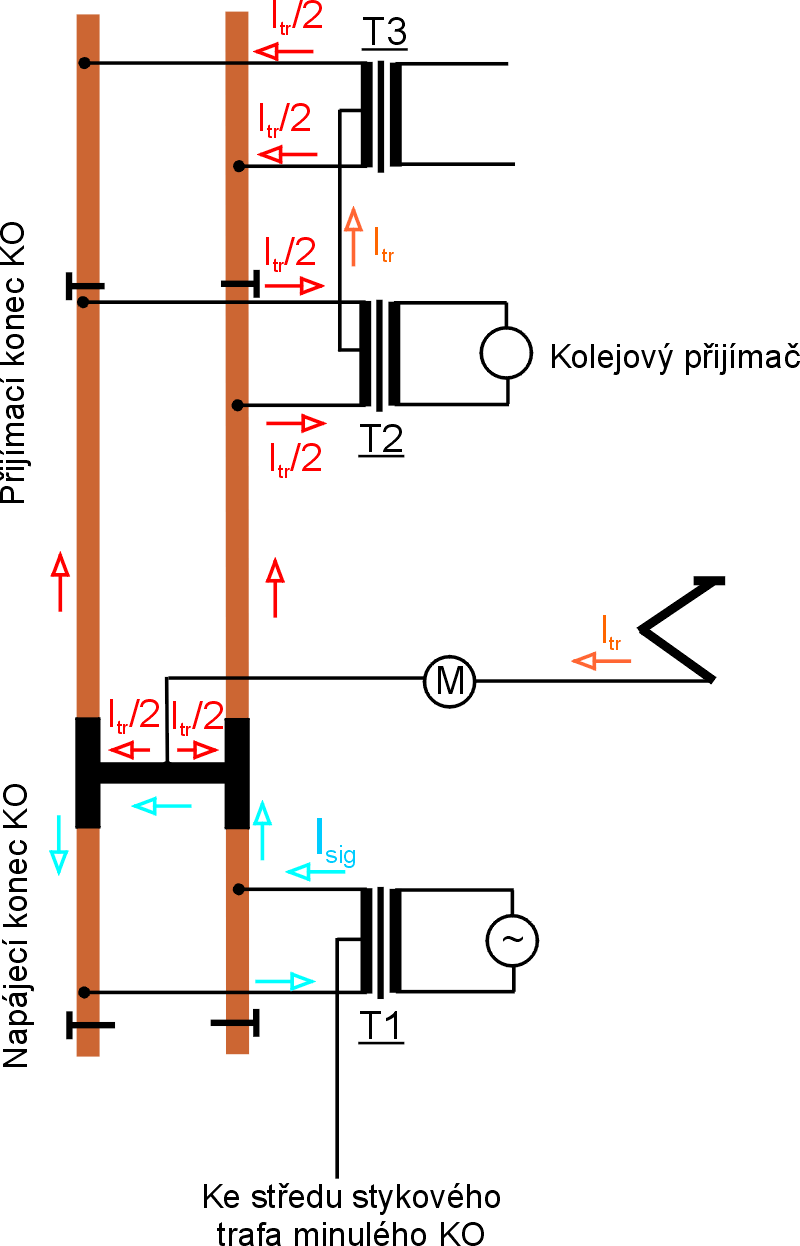
Princip zapojení stykových transformátorů

## Princip činnosti
Transformátor má dvě vinutí. Jedno bývá označováno jako hlavní. Jeho konce jsou připojeny ke kolejnicím a jeho střední odbočka slouží k odvodu zpětného trakčního proudu a je obvykle spojena se střední odbočkou sousedícího stykového transformátoru (na obrázku propojení transformátorů T2 a T3). Do druhého vinutí (doplňkového) je na napájecím konci kolejového obvodu připojen zdroj signálního proudu (na obrázku přes transformátor T1 signální proud Isig), na přijímacím konci pak přijímač - ať už relé (citlivé na střídavý proud) či digitální kolejový přijímač (na obrázku přes transformátor T2).
Je-li kolejový obvod volný, signální proud kolejového obvodu Isig prochází ze zdroje přes stykový transformátor na napájecím konci do kolejnic a na přijímacím konci přes druhý stykový transformátor vybudí přijímač (relé, digitální přijímač), který signalizuje volnost obvodu.
Při vjezdu nápravy vlaku do kolejového obvodu dojde elektrickým propojením kolejnic koly vlaku k tzv. šuntování (zkratování) kolejového obvodu a podstatně poklesne protékající signální proud přes přijímač. Kotva relé pak odpadne či u digitálního přijímače je tato změna obdobně vyhodnocena. Kolejový obvod je signalizován jako obsazený.
Trakční proud Itr je na rozdíl od signálního přiváděn prostřednictvím sběrače z trolejového vedení nebo z napájecí kolejnice. Přes motor teče na kola vlaku. V ideálním případě - při nulové asymetrii kolejového obvodu - se zpětný trakční proud rozdělí rovnoměrně do obou kolejnic (Itr/2). Ve stykovém transformátoru pak projde přes obě poloviny hlavního vinutí a je veden střední odbočkou do sousedního transformátoru, u kolejového obvodu sousedícího s měnírnou pak přímo ze středu zpět do měnírny. Vzhledem k tomu, že proud o stejné velikosti protéká v obou polovinách vinutí proti sobě, vzniklé magnetické toky se vyruší a na druhém - doplňkovém vinutí se na rozdíl od signálního proudu v podobě indukovaného napětí nijak neprojeví. 